# چارلز اچ. بل

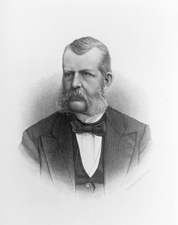
چارلز اچ. بل، سناتور اسبق آمریکایی

چارلز اچ. بل (به انگلیسی: Charles H. Bell) سناتور سابق عضو حزب دموکرات ایالات متحده آمریکا بود. وی در سال ۱۸۷۹ میلادی سناتور ایالت نیوهمپشایر در سنای ایالات متحده آمریکا بود.